# Timpaan van Egmond
Het timpaan van Egmond is een reliëf dat afkomstig is van de Sint-Adelbertabdij in Egmond. Het bevindt zich sinds de 19e eeuw in het Rijksmuseum in Amsterdam. Het timpaan decoreerde oorspronkelijk het portaal in de westfaçade van de abdijkerk.

## Herkomst

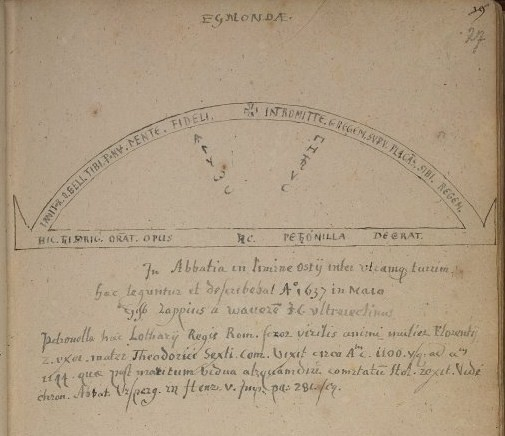
Schematische tekening en afschrift van de inscripties van het timpaan in Aernout van Buchels Inscriptiones

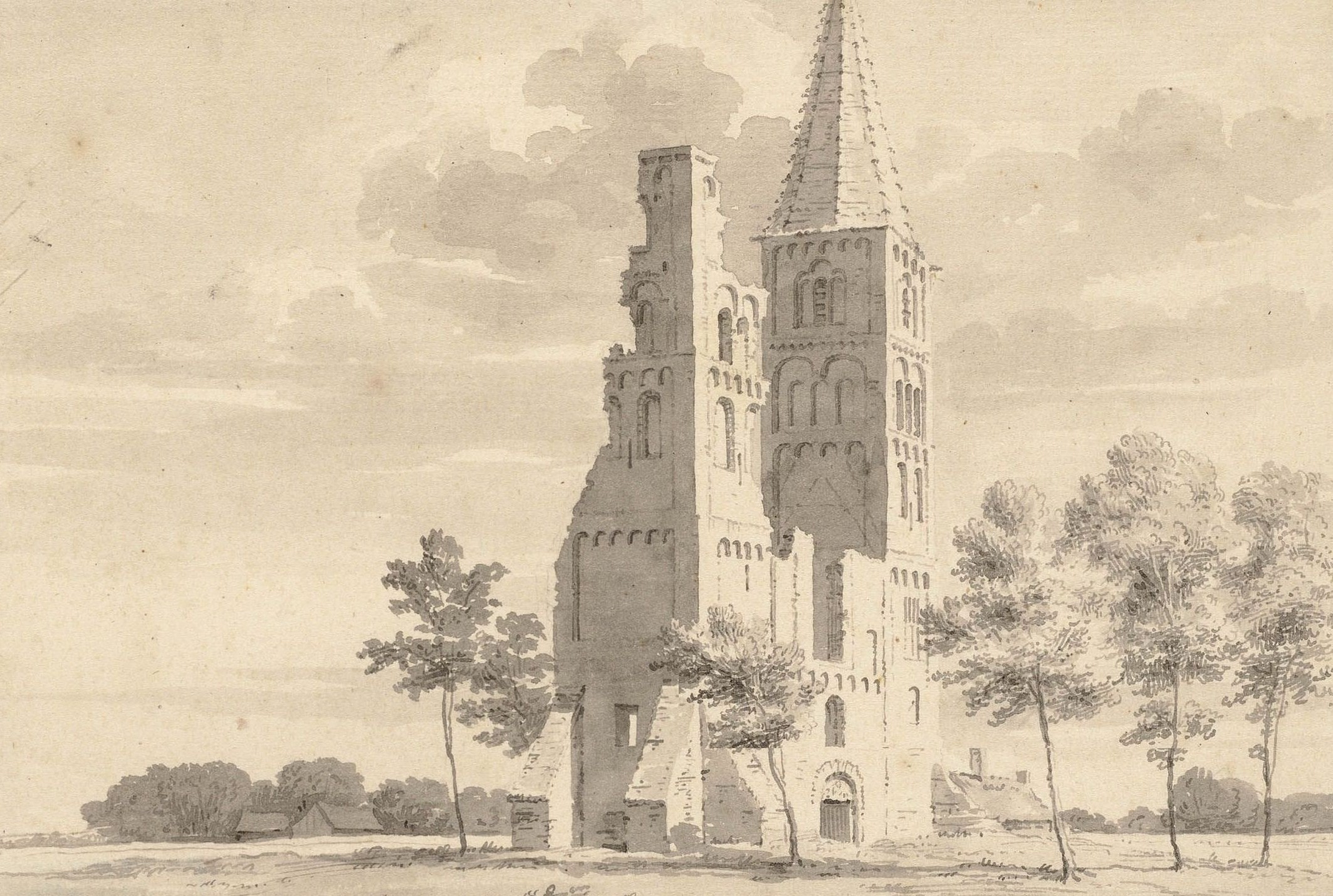
Tekening van Cornelis Pronk, ca. 1725, met de restanten van de abdijkerk van Egmond. Het timpaan bevindt zich zichtbaar nog boven de poort.

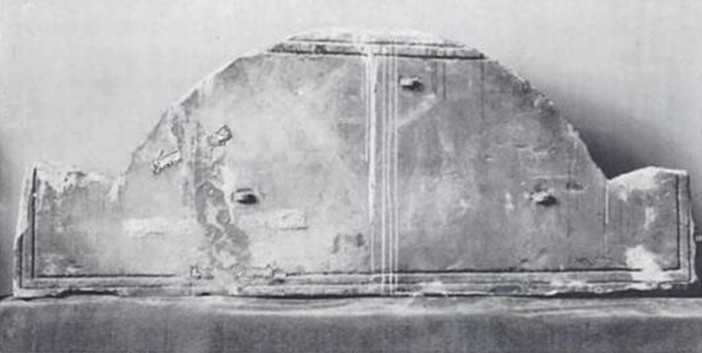
Achterzijde van het timpaan

De abdij van Egmond werd (na een eerdere poging van Dirk I) rond 980 door graaf Dirk II van Holland gesticht als een benedictijnenklooster. De band tussen het klooster en de Hollandse graven zou altijd sterk blijven. De abdijkerk kan lang beschouwd worden als de eigenkerk van het grafelijk huis. Het eerste kerkgebouw was een bescheiden houten bouwwerk. De tweede kerk was opgetrokken in tufsteen en was waarschijnlijk aanzienlijk groter. Over het uiterlijk van deze kerken is weinig met zekerheid te zeggen. Het timpaan is echter afkomstig van de derde Egmondse abdijkerk. Met de bouw hiervan werd begonnen tijdens het regentschap over Holland van Petronilla. Ze was de regent voor haar zoon, de toekomstige graaf Dirk VI. Deze was bij het overlijden van graaf Floris de Dikke in 1122 pas 8 jaar. Aan de kerk werd gedurende de hele twaalfde eeuw gebouwd. De bouw voltrok zich van oost naar west. Het koor kwam als eerste gereed en pas daarna werd begonnen aan het schip. De westfaçade met twee torens kwam als laatste pas aan het eind van de twaalfde eeuw gereed. Hiermee is het timpaan dus ouder dan het bouwdeel waar het uiteindelijk geplaatst werd. Er is mede daarom verondersteld dat het beeldhouwwerk in eerste instantie niet als timpaan bedoeld is maar onderdeel was van het grafmonument van Floris de Dikke. Meestal wordt echter aangenomen dat het beeldhouwwerk vanaf het begin als timpaan fungeerde maar in eerste instantie geplaatst was in de noodmuur die het reeds voltooide koor scheidde van het schip in aanbouw.
De Egmondse abdijkerk werd op 7 juni 1573 in brand gestoken door de Geuzen. Wat er daarna nog aan ruïnes resteerde werd grotendeels afgebroken en de stenen werden gebruikt voor de ommuring van de stad Alkmaar. Het enige wat in 1577 toen de sloop gestaakt werd nog overeind stond was de westpartij met de twee torens, het portaal én het timpaan. Dit is ook de toestand die in 1637 beschreven werd in Aernout van Buchels Inscriptiones monumentaque in templis et monasteriis Belgicis inventa. Ook toen Cornelis Pronk rond 1725 de resten van de abdij tekende was het timpaan nog zichtbaar op zijn plaats. Rond 1800 werden de laatste resten van de abdij afgebroken. Het timpaan verdwijnt daarna even uit beeld en duikt in 1842 weer op. Het reliëf bevindt zich dan in de tuin van het Trippenhuis, waar op dat moment de voorloper van het Rijksmuseum is gevestigd. Tijdens de bouw van het nieuwe Rijksmuseumgebouw werd het timpaan daar in 1883 in een muur ingemetseld.

## Beschrijving
Het is vervaardigd uit bontzandsteen, is halfcirkelvormig, 88 cm hoog, aan de basis 175 cm breed en 12,5 cm dik. De voorstelling wordt gevormd door een frontaal weergeven Petrus geflankeerd door Dirk VI van Holland (links) en zijn moeder Petronilla van Lotharingen. Het romaanse timpaan wordt rond 1130 gedateerd en is daarmee het oudste Hollandse beeldhouwwerk in het Rijksmuseum.
Centraal in het timpaan bevindt zich de symmetrische en frontaal weergeven figuur van Petrus. In zijn rechterhand heeft hij zijn vaste attribuut, twee sleutels. Zijn linkerhand omklemt een bisschopsstaf. Petrus is afgebeeld als paus, wat blijkt uit zijn typerende kleding. Hij draagt namelijk herkenbaar een albe met daarover een kazuifel. Enigszins afgezakt van zijn schouders is een pallium gedrapeerd. De heiligheid van zijn figuur wordt benadrukt door een aureool achter zijn hoofd. Petrus heeft een ringbaard en merkwaardig kroeshaar. De neus van Petrus is eraf geslagen. Het is bekend dat dit in 1712 is gebeurd door de Amsterdamse oudheidliefhebber Andries Schoemaker (1660-1734). In zijn beschrijving van een bezoek aan de ruïne van Egmond tekende hij op hoe hij met behulp van een sleutel de neus afsloeg en hem schonk aan een "Rooms gezinde juffrouw. die er zeer content mee was."
Naast Petrus bevinden zich de beide adellijke schenkers van het timpaan. Zij zijn beduidend kleiner weergeven dan Petrus en bevinden zich in een aanbiddende of smekende houding. Aan Petrus' rechterzijde bevindt zich Dirk en aan zijn linkerzijde Petronilla. Zij draagt een (weduwe?)kap en lijkt de toeschouwer aan te kijken. Van deze beide figuren zijn de gezichten sterk verweerd.
Rondom de figuren bevinden zich een aantal inscripties. Links en rechts van het hoofd van Petrus staat een opschrift in Grieks dat het identificeert. Links staat "ΑΓΥΩΣ", rechts "ΠΗΤΡVΣ", ([H]agios Petros, de heilige Petrus). In de spelling zijn echter wel enkele foutjes geslopen. Correcter zou zijn: ΑΓΙΟΣ ΠΕΤΡΟΣ. In de boog staat de latijnse tekst "Ianitor O celi tibi p[ro]nu[m] mente fideli + intromit[t]e gregem su[per]u[m] placans sibi regem". Dit vers met binnenrijm is vertaald als "O deurwachter van de hemel, laat deze menigte die met gelovig hart voor u knielt, binnenkomen, en verzoen de Koning der hemelingen met hen". Op de plint onderaan is te lezen dat "Hic Thid[e]ric orat - Opus h[o]c Pet[r]onilla dec[o]rat"; Hier bidt Dirk en verfraait Petronilla dit werk.
Aan de achterzijde van het timpaan lopen rondom twee parallelle groeven. Daardoor is duidelijk te zien dat het timpaan uit een oorspronkelijk rechthoekige steen is gehouwen. Er wordt gedacht dat voor het timpaan de deksel van een sarcofaag bewerkt is.

## Betekenis
De vormgeving van het timpaan vertoont Byzantijnse invloeden. De sterk frontale weergave van Petrus, het gebruik van het Griekse schrift en vooral de haardracht van Petrus met de twee rijen met krulletjes zijn kenmerkend voor de Byzantijnse kunst. Er wordt verondersteld dat voor deze stijl gekozen is om de ouderdom en het aanzien van het Hollandse gravenhuis te onderstrepen. In de middeleeuwen was de genealogie van een geslacht een van de middelen om het prestige ervan te beklemtonen. Naarmate de stamboom verder terugging en de voorouders van hoger aanzien waren, steeg het aanzien van de familie. Nu werd in de twaalfde eeuw in kronieken van het klooster van Egmond vermeld dat de Hollandse grafelijke familie verwant was aan keizerin Theophanu. Deze tiende-eeuwse keizerin was een Byzantijnse prinses en met haar komst aan het Ottoonse hof kwamen vele Byzantijnse invloeden mee naar het Duitse Rijk.
Dat de familieband niet op waarheid berustte (Liutgard, de vrouw van graaf Arnulf, was namelijk niet de zus van Theophanu maar van Kunigunde, evengoed ook de vrouw van een Duits keizer) was, indien bekend, van weinig belang. Er was immers een geestelijke verwantschap. Liutgard had net als Theophanu na het overlijden van haar echtgenoot geregeerd in naam van haar zoon Dirk III. Petronilla, de opdrachtgeefster van het timpaan, bevond zich na het overlijden van Floris in 1122 in eenzelfde situatie. Door de keuze voor de Byzantijnse vormgeving legde ze een direct verband met een fameuze voorouder en zette zo haar macht de nodige kracht bij.
Petronilla's macht was namelijk niet onomstreden. Vooral haar politiek ten aanzien van het klooster Egmond viel niet in goede aarde bij de monniken van dat klooster. Als regentes voor de graaf van Holland was zij ook de voogdes van het klooster. Deze functie hield vooral de bescherming en het wereldlijk beheer van het klooster in. Zo stelde zij in 1124 een nieuwe abt aan, Asselijn, en besloot ze tot herbouw van de kloosterkerk. Belangrijker nog was dat ze voornemens was Gregoriaanse hervormingen in het klooster door te voeren en dus het gezag over het klooster rechtstreeks bij de Heilige Stoel neer te leggen. In lijn hiermee droeg Dirk VI de abdij, mede in haar naam, in 1140 op aan paus Innocentius II. Petronilla's verbondenheid met Rome blijkt ook uit haar naamswijziging. Al voor 1121 veranderde ze namelijk haar naam Geertruid in Petronilla. Zo vernoemde ze zich naar de martelares Petronella van Rome, volgens de legende de dochter van Petrus.

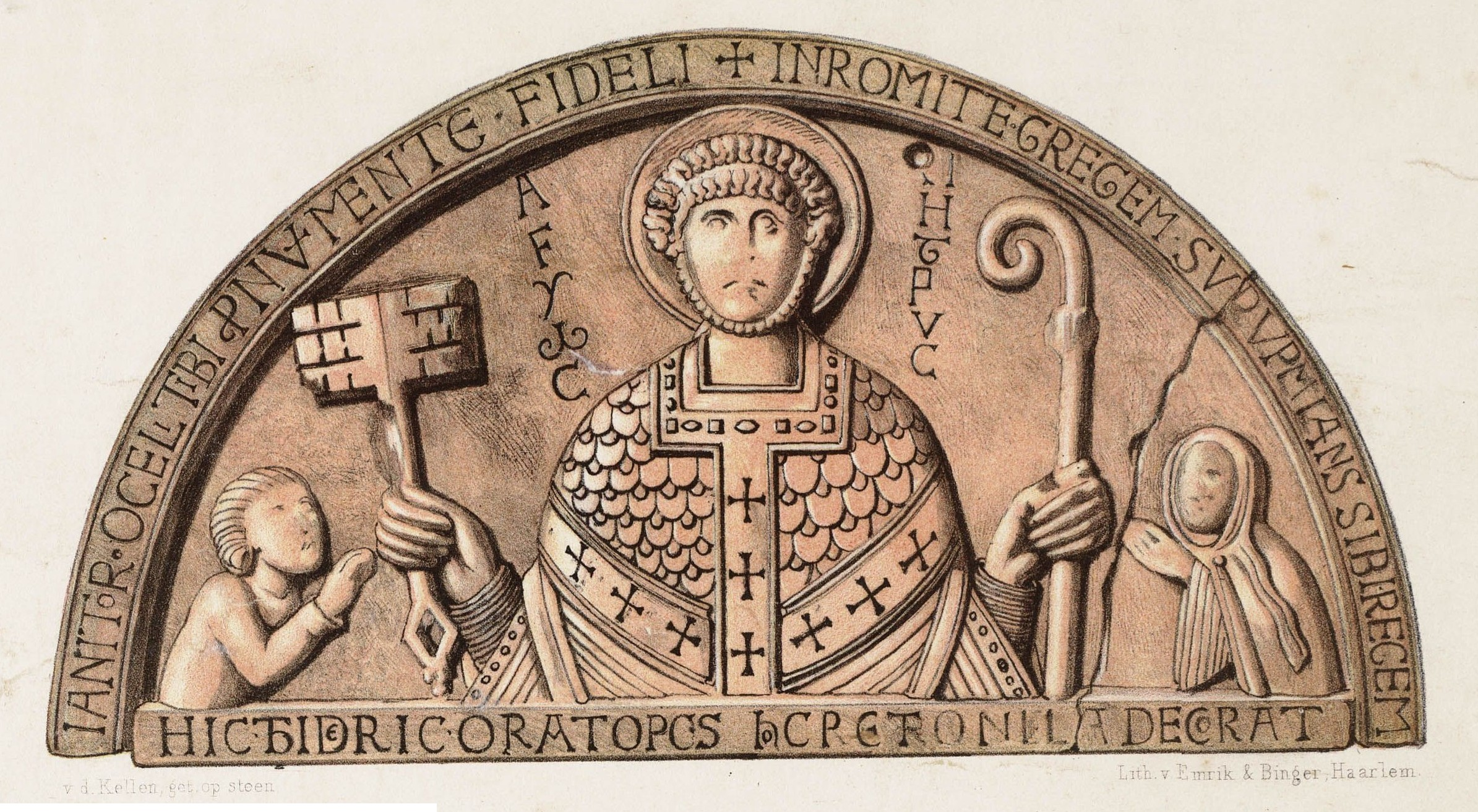
Lithografie van een tekening door David van der Kellen jr. (1827-1895) van het timpaan, ca. 1861

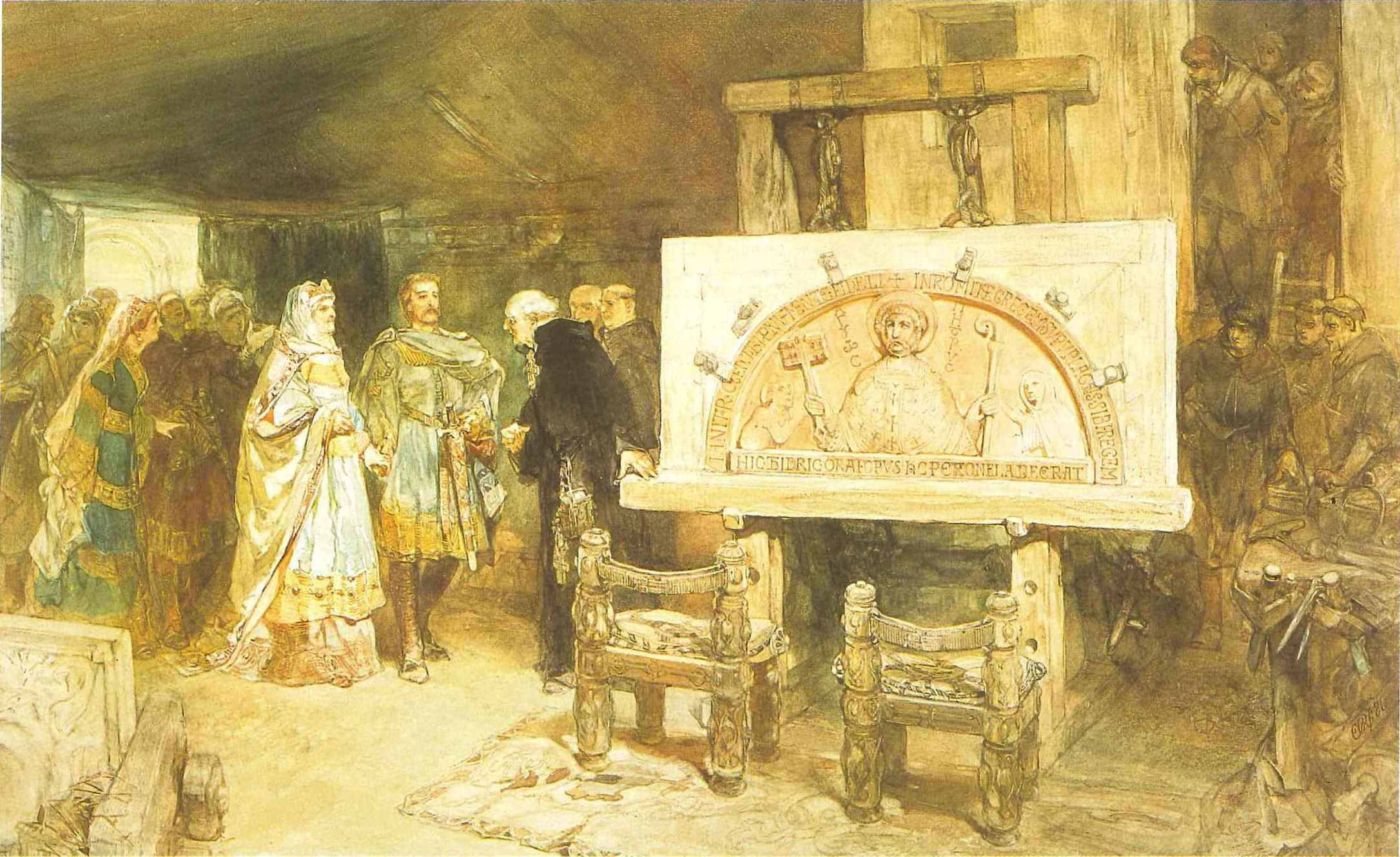
Charles Rochussen, Gravin Petronella van Holland bezoekt met haar zoon Dirk VI de werkplaats, waar het tympaan voor de abdijkerk te Egmond wordt getoond, aquarel, 1881, 38,5 × 61,5 cm, Koninklijk Huisarchief.

Met de plaatsing van het timpaan sneed het mes voor Petronilla dus aan twee kanten. Enerzijds legitimeerde ze haar grafelijke macht en bovendien liet ze de Egmondse kloostergemeenschap weten dat de hervormingen haar menens waren.

## Het timpaan in de negentiende eeuw
Nadat het timpaan in het Rijksmuseum terecht was gekomen, mocht het zich in een warme belangstelling verheugen. W.J. Hofdijk nam een afbeelding van het reliëf op in zijn zesdelige geschiedenisboek Ons voorgeslacht in zijn dagelijksch leven geschilderd (1858-1864). Hij gebruikte hiervoor de nauwkeurige tekening gemaakt door David van der Kellen jr., de latere directeur van het Nederlandsch Museum voor Geschiedenis en Kunst, een van de voorlopers van het Rijksmuseum.
Deze tekening vormde mogelijk weer het voorbeeld voor de aquarel die Charles Rochussen in 1881 schilderde. Rochussen schetst in dit schilderij het moment dat het juist afgeronde timpaan gepresenteerd wordt aan Dirk VI en Petronilla. Hierbij worden de Egmondse monniken voorgesteld als de beeldhouwers van het timpaan. Waarschijnlijk is dit een onjuist geromantiseerde visie van de werkelijke praktijk. Voor het timpaan staan twee stoelen klaar voor het adellijk bezoek om het werk te kunnen bewonderen. Op de achtergrond is door een gordijn het portaal van de kerk zichtbaar waar het timpaan geplaatst zal worden.
Rochussen was een gevierd schilder van dit type historische taferelen die momenten uit de vaderlandse geschiedenis verbeelden. Ze passen in de negentiende-eeuwse traditie van cultureel nationalisme, waarbij kunst gebruikt werd om de vaderlandsliefde aan te wakkeren. Hij werd door A.L.H. Obreen geprezen om zijn inlevingsvermogen en de doeltreffendheid van zijn werk: "Zoo leert men inderdaad geschiedenis, door zulke teekeningen te zien".